# Vojmilovići
Vojmilovići (en serbe cyrillique : Војмиловићи) est un village de Serbie situé dans la municipalité de Raška, district de Raška. Au recensement de 2011, il comptait 99 habitants.

## Démographie
| 1948 | 1953 | 1961 | 1971 | 1981 | 1991 | 2002 | 2011 |
| ---- | ---- | ---- | ---- | ---- | ---- | ---- | ---- |
| 369  | 419  | 408  | 358  | 281  | 233  | 135  | 99   |

|  |